# 宗帽头条
宗帽头条，是位于北京市西城区中部的一条胡同。现已无存。

## 简介
宗帽头条为东西走向，东到笔管胡同，西到复兴门南大街。全长190米，平均宽7米。明朝称“棕帽胡同”。棕帽是用棕片、蔑条等材料编成的雨帽。胡同内当是有棕帽作坊，故得名。清朝改称“棕帽头条”，又称“宗帽头条”。1965年北京市整顿地名，将太平湖并入。1990年代末，将宗帽头条、宗帽二条、宗帽三条拆除，原址兴建天银大厦。
过去，北京市第三十四中学在胡同内，校址是清朝醇贤亲王府北半部，1911年后曾经是中华大学、中国大学附中的所在地。